# Dama con dos caballeros
Dama con dos caballeros, o Muchacha con copa de vino (en el original Dame en twee heren) es un cuadro del pintor de los Países Bajos Jan Vermeer realizado en torno a 1659-1660.

## Descripción
En la escena representada se ve a dos hombres y una mujer en una sala, sentados ante una mesa con algunos objetos cotidianos. Uno de los hombres, sentado al fondo, parece hacer la labor de alcahuete, mientras que el otro anima a beber una copa a la dama, con pretensiones de cortejarla. En la pared, un cuadro con la representación del marido de la dama parece censurar con su mirada hacia ella la actitud desleal de esta.
La mirada interrogante de la señora hacia el espectador y su vacilación al tomar el vino parecen buscar la complicidad del acto.
Como en la obra del mismo autor Dama bebiendo con un caballero se ve una ventana ilustrada con un cuadrilóbulo de contenido moral: un emblema que representa a La Templanza, virtud cardinal que simbolizaba la represión de los sentimientos, como previniéndola de su acción.
Otra peculiaridad de esta obra son los tonos oscuros del lado derecho del cuadro, realizados con el ultramarino natural, tono caro y difícil de conseguir.